# St. James Church (Kerikeri)

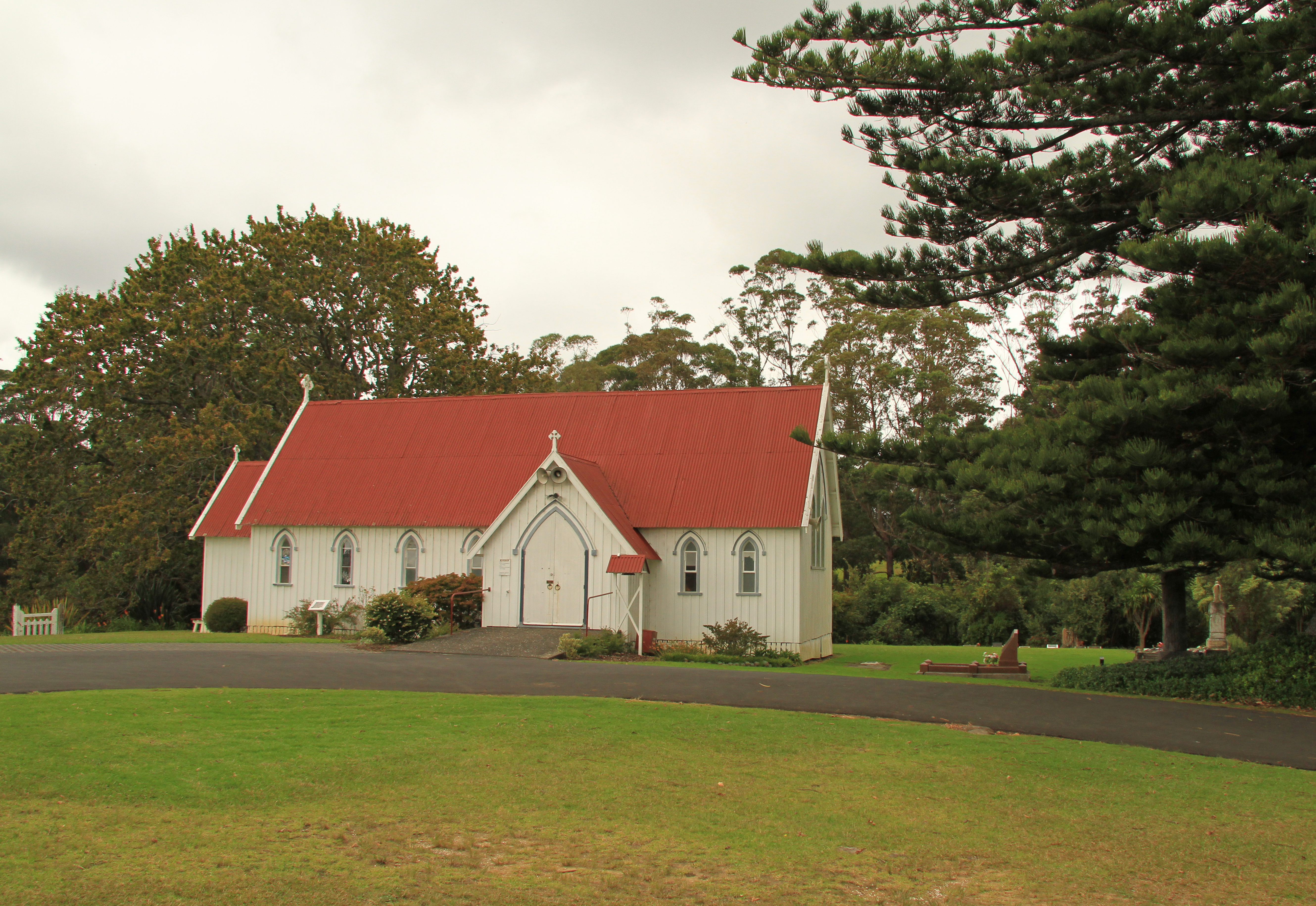
St. James Church

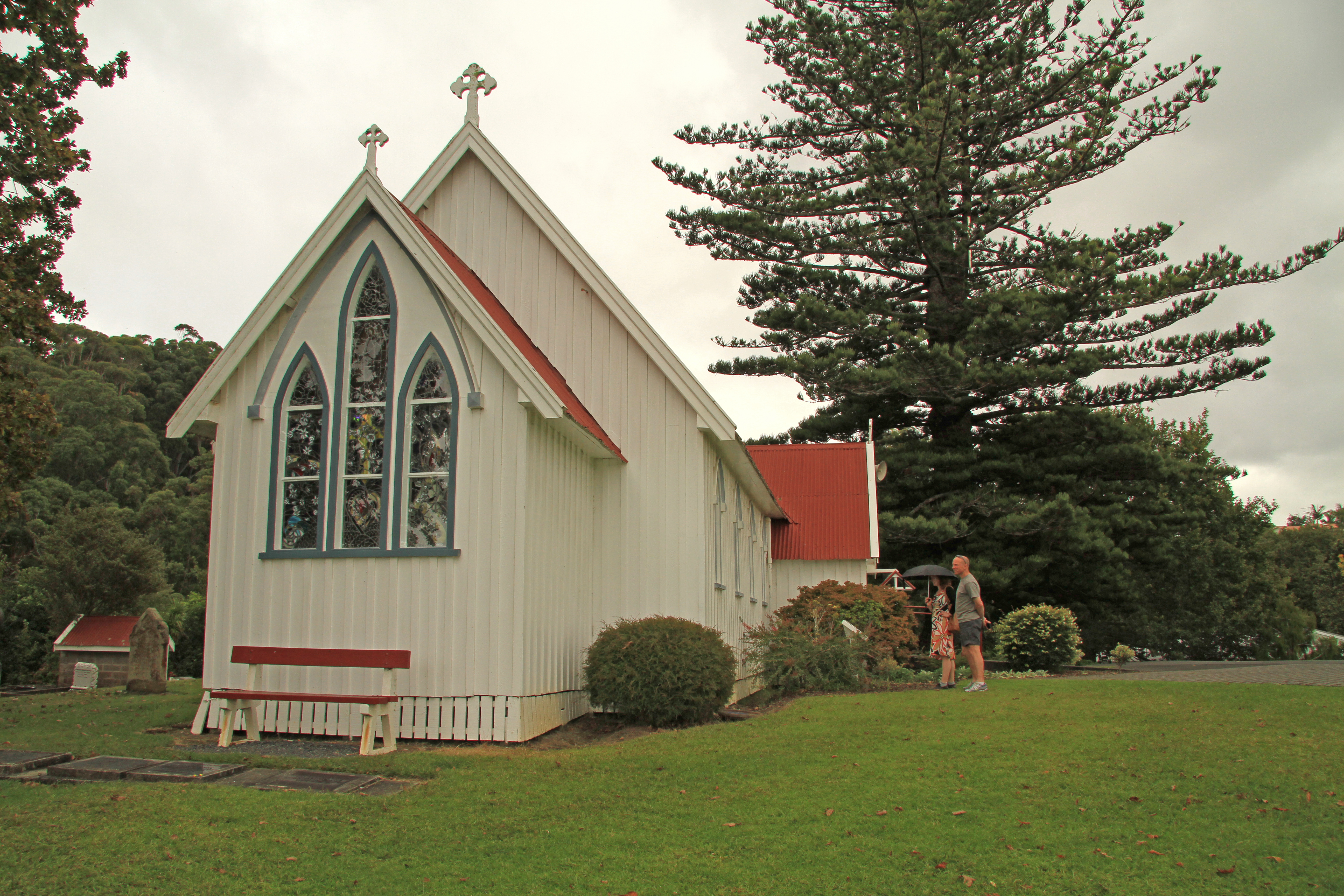
St. James Church

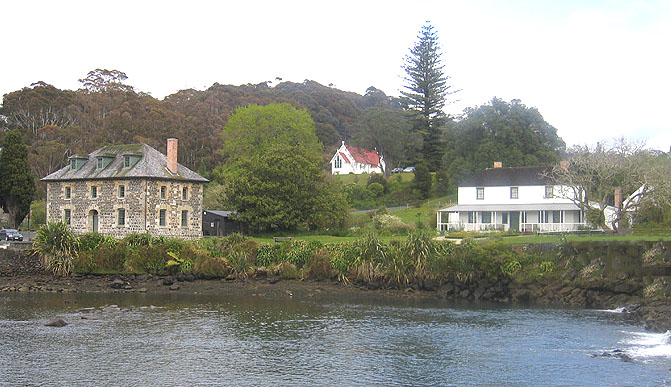
Historische Gebäude in Kerikeri, St. James Church in der Mitte

Die St. James Church ist eine anglikanische Kirche in Kerikeri, im Far North District der Region Northland von Neuseeland. Die Kirche ist zusammen mit dem Stone Store und dem Kerikeri Mission House Teil des denkmalgeschützten Ensembles Kerikeri Basin aus der Frühzeit der europäischen Besiedelung Neuseelands.

## Geographie
Die Kirche befindet sich auf der Kerikeri Road, 1,5 km nordöstliche des Stadtzentrums von Kerikeri und unweit der Mündung des Kerikeri River in das Kerikeri Inlet.

## Geschichte
Im Jahr 1819 gründete die Church Missionary Society unter dem Schutz des auf der anderen Seite des Kerikeri River befindlichen Pā (Māori-Dorf) ihre zweite Missionsstation in Neuseeland.
Ein 1824 am Fluss errichtetes, nicht erhaltenes, Bauwerk wird möglicherweise als erste christliche Kirche in Neuseeland angesehen. Ein größeres Gebäude mit der Grundfläche von 12,5 × 5,5 m, das Platz für 200–300 stehende oder 75 sitzende Gläubige bot, entstand 1829 aus verputztem Ständerwerk unter George Clarke (1798–1875) am Ort der heutigen Kirche. Auf dem großen Friedhof, der die Kirche umgibt, wurden seit der Gründungsphase neben Europäer auch missionierte Māori begraben.
1830 fand in der Kirche eine frühe Hochzeit zwischen einer Māori und einem Europäer statt. Karuhi heiratete den dänischen Händler Hans Falk (auch Phillip Tapsell, 1777?–1873) und der Häuptling der Ngā Puhi, Hone Heke heiratet dort im Jahre 1837 Hariata, die Tochter von Hongi Hika.
Die heutige Kirche entstand, nachdem Kerikeri bereits seine Bedeutung verloren hatte und ein kleiner Handelsposten geworden war. Sie war Teil des Neubaues zahlreicher anglikanischer Kirchen in der Region Northland Ende des 19. Jahrhunderts. Sie wurde von W. Cook aus Waimate nach einem Entwurf von Marsden Clarke (einem Sohn von George Clarke) für £235 gebaut.
Die neogotische Kirche wurde im Dezember 1878 von Reverend H. P. Taua (1837–1887) und dem Erzdiakon von Waimate, Edward Clarke (1831–1900, ebenfalls Sohn von George Clarke) mit einem Gottesdienst auf Māori geweiht. Sie bestand aus einem Kirchenschiff mit einem kleinen Chor und einem Vorbau an der Nordseite. 1910 wurde das Schindeldach durch eines aus Blech ersetzt und 1963 das Kirchenschiff, Sakristei und Vorraum vergrößert. 1969 wurde auch der Chor erweitert. Die Kirche ist bis heute in Gebrauch.
Am 27. Juni 1985 wurde das Bauwerk unter der Registrierungsnummer 68 vom New Zealand Historic Places Trust als Baudenkmal der Kategorie 1 registriert.